# 지귀연
지귀연(池貴然)은 대한민국의 판사로 현재 서울중앙지방법원 형사합의25부의 부장판사로 재직 중이다.

## 생애
지귀연은 서울시 개포고등학교와 서울대학교 사법학과를 졸업한 뒤 1999년에 제41회 사법시험에 합격했다. 2002년 사법연수원을 수료한 그는 공군법무관으로 병역을 이행하고, 2005년 인천지방법원에서 판사로서의 첫 발을 내딛었다. 이후 서울가정법원, 광주지방법원 장흥지원, 수원지방법원 등 다양한 지역 법원에서 근무하였다. 그는 평판사였던 2015년과 부장판사로 승진한 2020년, 두 차례에 걸쳐 총 6년간 대법원 재판연구관으로 근무했다.
2023년 2월부터 지귀연은 서울중앙지방법원 형사합의25부의 재판장으로 근무하며, 사회적 파장이 큰 형사사건들을 다수 맡아왔다. 2023년 2월에는 삼성물산과 제일모직 간의 합병 과정에 부당하게 개입한 혐의로 기소된 이재용 삼성전자 회장의 1심 재판을 맡아, 적용된 19개 혐의 전부에 대해 무죄 판결을 내렸다.반면, 상습적으로 마약을 투약한 혐의로 재판에 넘겨진 배우 유아인에게는 같은 해 9월, 징역 1년과 벌금 200만 원을 선고하고 법정에서 구속 조치했다.
현재 지귀연 부장판사는 내란 혐의와 관련된 주요 사건들을 전담하고 있다. 윤석열 전 대통령을 비롯해 김용현 전 국방부 장관, 조지호 경찰청장, 김봉식 서울경찰청장, 노상원 전 국군정보사령관, 김용군 전 제3야전사령부 헌병대장 등 주요 피고인들의 재판이 모두 그의 재판부에 배당된 상태다.
보석 심사에서는 상황에 따라 상반된 결정을 내리기도 했다. 김용현 전 장관에 대해서는 중형이 선고될 수 있는 범죄로 기소됐고 증거인멸의 우려가 있다는 이유로 보석 청구를 기각했다. 반면, 같은 혐의로 구속 상태였던 조지호 경찰청장은 혈액암 2기 진단을 받은 점이 참작되어, 1억 원의 보증금 납부를 조건으로 보석이 허가되었다.

## 비판 및 논란

### 윤석열 구속 취소 요청 인용
2025년 3월 7일, 내란우두머리 혐의를 받는 윤석열이 낸 구속 취소 청구를 서울중앙지법 형사25부가 받아들여 그에 대한 구속 취소 결정을 내렸다. 서울중앙지법의 구속 취소 사건 결정문(2025초기619)을 보면, 법원은 세 가지 쟁점에서 윤석열 측 주장이 옳다고 판단했다. 먼저 법원은 윤석열의 구속 기간이 검찰의 기소 시점보다 앞서 종료됐다고 봤다. 다시 말해, 윤석열의 구속 기간이 끝난 후 검찰이 윤석열을 기소했다는 것이다.
윤석열에 대한 기소는 2025년 1월 26일 저녁 6시 52분에 이루어졌다. 하지만 재판부는 대통령의 구속 기간이 이미 같은 날 오전 9시 7분에 종료됐다고 판단했다. 이 판단에 따르면 검찰이 기소한 시점엔 구속 상태가 아니었으므로, 형식적으로는 '불구속 기소'에 해당한다.
형사소송법은 '검사가 피의자를 구속한 때 또는 사법경찰관으로부터 피의자의 인치를 받은 때에는 10일 이내에 공소를 제기하지 아니하면 석방하여야 한다'고 정하고 있다.
윤석열은 1월 15일, 고위공직자범죄수사처(공수처)에 의해 관저에서 체포됐다. 형사 피의자는 헌법에 의하여 신체의 자유와 진술하지 않을 권리, 신속한 재판을 받을 권리를 보장받기에 피의자를 체포하여 신체의 자유를 제한한 검사는 공소 제기 여부를 신속하게 결정할 의무가 있지만 공수처 검사는 "피의자를 최대 10일 까지 구금할 수 있다"는 것으로 받아들이는 직권남용적인 판단을 하였는데 이에 의하면 구속 기한을 1월 24일이다.
그런데 이 계산에서 간과하면 안 되는 시간이 있다. 공수처는 체포 이틀 후인 1월 17일에 윤석열에 대한 구속영장을 청구했고, 법원은 심사를 거쳐 1월 19일에 영장을 발부했다. 이 기간 동안인 1월 17일부터 19일까지는 법원이 구속 전 피의자 심문(영장 실질심사)을 진행한 기간이다.

이때는 수사기관이 피의자에 대해 적극적인 조사를 진행할 수 없다. 수사에 필요한 자료 일체를 법원에 넘겨야 하기 때문이다. 이러한 특수성을 감안하여 형사소송법은 영장 심사에 소요된 기간을 구속 기간에서 제외하도록 하고 있다. 즉, 원래 주어진 '10일'의 구속 가능 일수에 심사 기간을 더해 실제 구속 기간을 연장할 수 있도록 한 것이다.
피의자 심문을 하는 경우 법원이 구속영장청구서ㆍ수사 관계 서류 및 증거물을 접수한 날부터 구속영장을 발부하여 검찰청에 반환한 날까지의 기간은 그 구속기간에 산입하지 않는다
형사소송법 제201조의2
검찰은 관련 법 조항에 따라 윤석열 전 대통령의 구속 기간 만료일을 1월 27일로 산정했다. 원래 만료일이었던 1월 24일에 구속영장 심사에 소요된 3일을 더한 결과이다. 
윤석열이 신청한 구속 취소 신청 사건 심문에서 검찰은 “수사서류를 법원에 제출한 시점부터 반환받을 때까지의 전체 기간을 ‘날’ 단위로 계산해 구속 기한에 포함시켜 왔다”며, 이는 그간 법원이 인정해온 방식이라고 주장했다.
하지만 재판부는 이와 같은 검찰 측의 논리를 받아들이지 않았다. 오히려 구속 기간 산정을 ‘날’이 아닌 ‘시간’ 단위로 해야 한다는, 1954년 형사소송법 제정 이후 법원과 검찰이 71년 간 적용해온 관례에 반하는 판단을 내놓았지만 이런 관행 때문에 1988년 헌법에서 헌법재판소를 설치하여 위헌 법률 심판권을 행사하게 되었으며 이런 취지에 따라서 재판부는 윤석열의 구속 심사에 걸린 시간이 총 33시간이라는 점에 주목했다. 이를 단순히 3일로 환산해 구속 기한을 늘리는 것은 피의자에게 불리하며, 헌법과 형사소송법의 취지에도 맞지 않는다고 본 것이다.
결국 재판부는 ‘33시간’을 ‘날’로 보지 않고 실제 시간으로 환산해 구속 기간을 다시 계산했다. 그 결과 윤석열의 구속 기한은 2025년 1월 26일 오전 9시 7분까지로 조정되었다.
이와 같은 결정은 사실상 윤석열 측 주장을 상당 부분 수용한 결과라는 평가도 나온다. 앞서 2월 20일 열린 구속 취소 심문에서 윤석열 측은 “헌법 정신은 피의자의 신체 자유를 과도하게 침해하지 않는 데에 있다”며, “구속 기간도 ‘날’이 아니라 ‘시간’ 단위로 계산하는 것이 타당하다”고 주장한 바 있다.

#### 위반 법률
기간의 계산에 관하여는 시(時)로 계산하는 것은 즉시(卽時)부터 기산하고 일(日), 월(月) 또는 연(年)으로 계산하는 것은 초일을 산입하지 아니한다. 다만, 시효(時效)와 구속기간의 초일은 시간을 계산하지 아니하고 1일로 산정한다.

형사소송법 제66조①(기간의 계산)
피의자심문을 하는 경우 법원이 구속영장청구서ㆍ수사 관계 서류 및 증거물을 접수한 날부터 구속영장을 발부하여 검찰청에 반환한 날까지의 기간은 제202조 및 제203조의 적용에 있어서 그 구속기간에 산입하지 아니한다.

형사소송법 제201조의2⑦(구속영장 청구와 피의자 심문)
법원이 수사 관계 서류와 증거물을 접수한 때부터 결정 후 검찰청에 반환된 때까지의 기간은 제200조의2제5항(제213조의2에 따라 준용되는 경우를 포함한다) 및 제200조의4제1항을 적용할 때에는 그 제한기간에 산입하지 아니하고, 제202조ㆍ제203조 및 제205조를 적용할 때에는 그 구속기간에 산입하지 아니한다.

형사소송법 제214조의2⑬(체포와 구속의 적부심사)

#### 참여 주석서 원칙 위배
2022년 10월 한국사법행정학회는 『주석 형사소송법』 제6판을 발간하였다. 총 847쪽 분량의 이 판은 노태악 대법관이 편집대표를 맡고, 대법원 재판연구관이 었던 지귀연을 포함한 현직 판사 17명이 집필에 참여하였다. 해당 주석서는 형사소송법 제66조인 '기간의 계산' 조항에 대해 기간 설정의 취지, 기간의 종류, 계산 방식, 기산점과 만료 시점, 관련 대법원 판례 등을 기준으로 약 4쪽 분량에 걸쳐 상세하게 해설하고 있다. 노태악 당시 대법관은 머릿말에서 '1976년 첫 발간 이후 최고 권위 주석서'라고 말하며 전문성을 갖춘 실무가 중심으로 집필진을 구성해 형사소송 실무에서 구체적으로 문제 되어 온 쟁점을 중심으로 객관적이고 중립적으로 소개·설명하는데 중점을 뒀다고 말한 바 있다.
주석 내용에 따르면 구속 기간, 재정신청 기간, 상소 제기 기간 등은 일 단위로 계산하는 것으로 규정되어 있으며, 구속 기간은 날짜 기준 산정이 원칙임이 명시되어 있다. 반면 시간 단위로 계산되는 기간에는 체포 시한, 긴급체포 후 구속영장 청구 기한, 현행범 체포 후 영장 청구 기한, 구속 사실 통지 기한 등이 포함되며, 이는 법률상 일정한 절차와 신체 자유의 제약이 긴밀히 연결된 경우에 해당한다. 그러나 윤석열 전 대통령 사건에서 쟁점이 된 구속 전 피의자심문 절차에 대해서는 해당 주석서에서 시간 단위 계산에 포함된다는 명시적 서술이 존재하지 않는다. 한마디로 지귀연은 자기 자신이 참여한 주석서에서 명시한 구속기간 산정은 날짜 기준으로 한다는 원칙을 어긴 것이다.

#### 법원 내부 비판
2025년 4월 10일 법조계에 따르면, 부산지방법원 형사항소4부 김도균 부장판사(사법연수원 33기)는 법원 내부망에 ‘구속취소 유감’이라는 제목의 글을 게시하였다. 김도균 판사는 이 글에서 윤 대통령 사건과 관련해 재판부가 구속 기간을 ‘날’이 아닌 ‘시간’ 단위로 산정한 결정을 비판하며, 선례 변경에 따른 법적 혼란 가능성을 지적하였다. 그는 형사소송법상 검사의 구속 기간은 10일로, 이는 날 단위로 규정되어 있을 뿐 시간 단위로 명시되어 있지 않다고 밝혔다. 이어 구속 기간 계산 방식을 시간 기준으로 전환하는 것은 기존 판례를 일방적으로 변경하는 결과가 되며, 그로 인해 과거 사건들에 대해 ‘부당한 구금상태에서의 공판 진행’을 이유로 한 재판 취소 가능성이 제기될 수 있다고 우려하였다. 김도균 판사는 이러한 변화가 초래할 수 있는 법적 불안정성과 그 파급 효과를 고려해야 한다는 점을 강조하였다.
2025년 4월 9일 박철완 광주고등검찰청 검사는 검찰 내부망인 ‘이프로스’를 통해 구속 기간 계산 방식을 둘러싼 최근 법원 판단과 관련하여 의견을 제시하였다. 박 검사는 이 글에서 유사한 사안이 향후 반복적으로 발생할 수 있으며, 이번 사건을 계기로 다수의 구속 피고인 및 피의자들이 동일한 주장을 제기할 가능성이 높다고 전망하였다. 이에 따라 검사로서 명확한 입장 정립과 법리 검토가 필요하다는 점을 강조하며, 내부적으로 논리를 정리해 둘 것을 건의하였다.

### 룸살롱 접대 의혹
2025년 4월 10일 김용민 더불어민주당 의원은 국회 법제사법위원회 전체회의에서 서울중앙지법 형사합의25부 재판장인 지귀연 부장판사가 룸살롱에서 접대를 받았다는 의혹을 제기했다. 김용민 의원은 해당 의혹에 대해 입증할 자신이 있다고 밝히며, "1인당 100만원에서 200만원 정도의 비용이 드는 룸살롱에서 여러 차례 술을 마셨고, 그 판사는 단 한 번도 돈을 낸 적이 없다"며 "접대를 받았다는 구체적인 제보를 받았다"고 주장하며 "최소 100만원이 넘는 사안이기 때문에 뇌물죄가 성립하거나, 적어도 청탁금지법 8조 1항 위반으로 보인다", "재판부터 직무 배제하고 당장 감찰해야 하는 것 아닌가"라고 지적했다.
이에 2025년 4월 14일, 천대엽 법원행정처장은 국회 법제사법위원회에서 윤석열 전 대통령의 구속취소 신청을 인용하고 그의 재판을 담당 중인 지귀연 부장판사에 대한 민주당의 '룸살롱 접대' 의혹 제기에 대해 입장을 밝혔다. 천대엽 처장은 해당 의혹이 사실일 경우 윤리감사실 등에서 적절한 조치가 취해질 것이라고 언급했다. 같은 날 청문회에서 김기표 더불어민주당 의원이 "지 판사에게 룸살롱을 가지 말라고 주의를 줄 수 있냐"고 묻자, 천 처장은 "그렇다"고 답했다. 이어 김 의원이 "의혹이 사실로 드러나면 지 판사가 윤석열 재판을 계속할 수 있겠냐"고 질문하자, 천 처장은 "이 문제는 담당 법관에게 중요한 결과를 초래할 수 있다"며 "확인이 되지 않은 상황에서는 더 이상의 답변을 드리기 어렵다"고 말했다.